# Miles of Aisles
Miles of Aisles är ett livealbum av Joni Mitchell lanserat 1974 på Asylum Records. Det utkom samma år som Mitchells studioalbum Court and Spark, men innehåller bara en sång därifrån ("People's Parties").

## Låtlista
1. "You Turn Me On, I'm a Radio", 4:09
2. "Big Yellow Taxi", 3:09
3. "Rainy Night House", 4:04
4. "Woodstock", 4:29
5. "Cactus Tree", 5:01
6. "Cold Blue Steel and Sweet Fire", 5:23
7. "Woman of Heart and Mind", 3:40
8. "A Case of You", 4:42
9. "Blue", 2:49
10. "The Circle Game", 6:29
11. "People's Parties", 2:42
12. "All I Want", 3:21
13. "Real Good for Free", 4:27
14. "Both Sides Now", 4:14
15. "Carey", 3:30
16. "The Last Time I Saw Richard", 3:35
17. "Jericho", 3:26
18. "Love or Money", 4:50